# Các quận đặc biệt của Tokyo
Các quận đặc biệt của Tokyo (東京都区部 (Đông Kinh đô khu bộ) Tōkyō-to ku bu) là tên gọi chung của 23 quận đặc biệt nằm ở phía đông của Tokyo, Nhật Bản. Căn cứ theo pháp luật, quận đặc biệt thuộc đơn vị hành chính cấp 3 của Nhật Bản, nhưng giữa quận đặc biệt và đơn vị hành chính cấp một "đô" không có cơ quan trung gian như huyện hoặc thành phố.

## Khái quát

Vùng màu vàng chỉ vị trí của các khu bộ trong Tokyo

Các quận đặc biệt của Tokyo là những đơn vị hành chính thực quyền, có cơ cấu hoạt động giám sát và chấp chính. Chúng được gọi là các quận đặc biệt hay quận khu để phân biệt với các quận nhưng lại không phải là đơn vị hành chính thực sự thường thấy ở các thành phố cấp quốc gia ở Nhật. Trong Luật Tự trị Địa phương của Nhật Bản, các quận này được gọi là "quận của thủ đô". Cư dân Tokyo coi mỗi quận này như là một thành phố riêng. Người nước ngoài dùng từ tiếng Anh ward để chỉ các quận này, song trụ sở chính quyền khu (区役所 (Khu dịch sở) Ku-yakusho) vẫn được gọi là city hall, tức tòa thị sảnh.
Các quận đặc biệt tập trung ở phía Đông của Tokyo. Tính đến ngày 1 tháng 12 năm 2006, tổng dân số của cả 23 quận lên tới trên 8,5 triệu người, với diện tích bao gồm 621,49 km².

## Hành chính
Tuy cùng cấp hạt, nhưng chính quyền của các quận đặc biệt được trao nhiều chức năng hành chính hơn so với các thị trấn và xã, nhưng kém hơn so với các thành phố. Vài điểm tiêu biểu là quận đặc biệt không đảm nhiệm dịch vụ cung ứng nước sạch, điều hành cống rãnh hay cứu hỏa.
Từ năm 1947 đến 1952, quận trưởng - người đứng đầu chính quyền các quận đặc biệt - là do chính quyền đô Tokyo bổ nhiệm. Tuy nhiên, từ năm 1952 trở đi, quận trưởng là do cư dân trong quận bầu lên.

## Danh sách các quận đặc biệt của Tokyo

Bản đồ 23 quận đặc biệt của Tokyo

| Thứ tự    | Cờ hiệu   | Tên        | Hán tự                        | Dân số (10/2016) | Mật độ (/km²) | Diện tích (km²) | Các phường chính |
| --------- | --------- | ---------- | ----------------------------- | ---------------- | ------------- | --------------- | --- |
| 01        |           | Chiyoda    | 千代田区 (Thiên Đại Điền khu) | 059,441          | 05,100        | 011.66          | - Nagatachō (Vĩnh Điền) - Marunouchi (Hoàn Nội) - Akihabara (Thu Diệp Nguyên) - Yūrakuchō (Hữu Lạc Đinh) - Kanda (Thần Điền) |
| 02        |           | Chūō       | 中央区 (Trung Ương khu)       | 0147,620         | 14,460        | 010.21          | - Nihonbashi (Nhật Bản Kiều) - Kyobashi (Kinh Kiều) - Ginza (Ngân Toạ) - Tsukiji (Trúc Địa)                                  |
| 03        |           | Minato     | 港区 (Cảng khu)               | 0248,071         | 12,180        | 020.37          | - Odaiba (Đài Trường) - Shinbashi (Tân Kiều) - Mita (Tam Điền) - Roppongi (Lục Bản Mộc) - Aoyama (Thanh Sơn)                 |
| 04        |           | Shinjuku   | 新宿区 (Tân Túc khu)          | 0339,211         | 18,620        | 018.22          | - Shinjuku (Tân Túc) - Ōkubo (Đại Cửu Bảo) - Kagurazaka (Thần Lạc Phản) - Yotsuya (Tứ Cốc)                                   |
| 05        |           | Bunkyō     | 文京区 (Văn Kinh khu)         | 0223,389         | 19,790        | 011.29          | - Hongō (Bản Hương) - Yayoi (Di Sinh) - Yushima (Thang Đảo) - Nezu (Căn Tân)                                                 |
| 06        |           | Taitō      | 台東区 (Đài Đông khu)         | 0200,486         | 19,830        | 010.11          | - Ueno (Thượng Dã) - Asakusa (Thiển Thảo)                                                                                    |
| 07        |           | Sumida     | 墨田区 (Mặc Điền khu)         | 0260,358         | 18,910        | 013.77          | - Kinshichō (Cẩm Mịch Đinh) - Ryōgoku (Lưỡng Quốc)                                                                           |
| 08        |           | Kōtō       | 江東区 (Giang Đông khu)       | 0502,579         | 12,510        | 040.16          | - Ariake (Hữu Minh) - Kiba (Mộc Trường)                                                                                      |
| 09        |           | Shinagawa  | 品川区 (Phẩm Xuyên khu)       | 0392,492         | 17,180        | 022.84          | - Shinagawa (Phẩm Xuyên) - Gotanda (Ngũ Phản Điền) - Ōsaki (Đại Khi)                                                         |
| 10        |           | Meguro     | 目黒区 (Mục Hắc khu)          | 0280,283         | 19,110        | 014.67          | - Meguro (Mục Hắc) - Nakameguro (Trung Mục Hắc)                                                                              |
| 11        |           | Ōta        | 大田区 (Đại Điền khu)         | 0722,608         | 11,910        | 060.66          | - Ōmori (Đại Sâm) - Haneda (Vũ Điền)                                                                                         |
| 12        |           | Setagaya   | 世田谷区 (Thế Điền Cốc khu)   | 0910,868         | 15,690        | 058.05          | - Setagaya (Thế Điền Cốc) - Shimokitazawa (Hạ Bắc Rạch)                                                                      |
| 13        |           | Shibuya    | 渋谷区 (Sáp Cốc khu)          | 0227,850         | 15,080        | 015.11          | - Shibuya (Sáp Cốc) - Ebisu (Huệ Bỉ Thọ) - Harajuku (Nguyên Túc) - Yoyogi (Đại Đại Mộc)                                      |
| 14        |           | Nakano     | 中野区 (Trung Dã khu)         | 0332,902         | 21,350        | 015.59          | - Nakano (Trung Dã) |
| 15        |           | Suginami   | 杉並区 (Sam Tịnh khu)         | 0570,483         | 16,750        | 034.06          | - Kōenji (Cao Viên Tự) - Ogikubo (Địch Oa)                                                                                   |
| 16        |           | Toshima    | 豊島区 (Phong Đảo khu)        | 0294,673         | 22,650        | 013.01          | - Ikebukuro (Trì Đại) - Komagome (Câu Vu) - Sugamo (Sào Áp)                                                                  |
| 17        |           | Kita       | 北区 (Bắc khu)                | 0345,063         | 16,740        | 020.61          | - Akabane (Xích Vũ) - Ōji (Vương Tử) - Tabata (Điền Đoan)                                                                    |
| 18        |           | Arakawa    | 荒川区 (Hoang Xuyên khu)      | 0213,648         | 21,030        | 010.16          | - Machiya (Đinh Ốc) - Nippori (Nhật Mộ Lý) - Minamisenju (Nam Thiên Trú)                                                     |
| 19        |           | Itabashi   | 板橋区 (Phản Kiều khu)        | 0569,225         | 17,670        | 032.22          | - Itabashi (Phản Kiều) - Takashimadaira (Cao Đảo Bình)                                                                       |
| 20        |           | Nerima     | 練馬区 (Luyện Mã khu)         | 0726,748         | 15,120        | 048.08          | - Nerima (Luyện Mã) - Hikarigaoka (Quang Khâu)                                                                               |
| 21        |           | Adachi     | 足立区 (Túc Lập khu)          | 0674,067         | 12,660        | 053.25          | - Ayase (Lăng Lai) - Kitasenju (Bắc Thiên Trú)                                                                               |
| 22        |           | Katsushika | 葛飾区 (Cát Sức khu)          | 0447,140         | 12,850        | 034.80          | - Tateishi (Lập Thạch) - Aoto (Thanh Chỉ)                                                                                    |
| 23        |           | Edogawa    | 江戸川区 (Giang Hộ Xuyên khu) | 0685,899         | 13,750        | 049.90          | - Kasai (Cát Tây) - Koiwa (Tiểu Nham)                                                                                        |
| Tổng cộng | Tổng cộng | Tổng cộng  | Tổng cộng                     | 9,375,104        | 15,146        | 619             | |